# Diloxis
Diloxis is een geslacht van vlinders van de familie snuitmotten (Pyralidae), uit de onderfamilie Chrysauginae.

## Soorten
- D. apicalis Schaus, 1913
- D. ochriplaga Hampson, 1897